# コペンハーゲン学派 (安全保障研究)
コペンハーゲン学派（コペンハーゲンがくは、英: The Copenhagen School）は、国際関係論、特に安全保障研究における理論的立場の一つである。安全保障の社会構築主義的側面や非軍事的側面を重視する点が特徴である。かつて、バリー・ブザンやオーレ・ヴェーヴァらを中心とした、コペンハーゲン平和研究所（en:Copenhagen Peace Research Institute、現在のデンマーク国際関係研究所）に在籍した研究者が独特の理論的主張を行っていたことに由来する。

## 主要概念
コペンハーゲン学派の提起した重要な概念として、安全保障分析のセクター別アプローチ、地域的安全保障複合圏（Regional Security Complexes）、安全保障化（Securitization）が挙げられる。

### セクター
「セクター」概念は、安全保障を巡る相互作用の動態を、その特徴に従って便宜的に分類したものである。セクターは、軍事、政治、社会、経済、環境からなる。また、オーレ・ヴェーヴァは、従来は社会セクターの一部とされてきた宗教を独立したセクターとして扱うべきであるとしている。

### 社会安全保障
一般的に、安全保障とは、国家の主権や国民の生命・財産などを物理的な脅威から守ることに関するものであるとされてきた。しかし、国家や国民に限らず、民族や宗教といった社会集団の存立に不可欠なアイデンティティの安全やそれへの脅威をも、安全保障セクターの一つとする考え方である。社会的安全保障の問題としてしばしば議論される問題として、移民やマイノリティの問題などが挙げられる。

### 地域的安全保障
地域的安全保障複合圏概念は、国際安全保障の動態を、国際システム・レベルではなく、サブシステム・レベル、特に地域レベルで理解しようとするものである。安全保障上の懸念は地理や距離に無関係に国際システムにおいて一義的に決まるというよりも、ある地域、あるセクター、ある国家間関係に特有なものとして生じる。ある地域の主体の安全がほかの主体の安全と相互に作用し、地域間ではなく地域内部で高度な安全保障上の相互依存関係が生まれる。

## 文献
- Security: a new framework for analysis, by Barry Buzan, Ole Wæver, Jaap de Wilde, Lynne Rienner, 1998.
- Regions and powers: the structure of international security, by Barry Buzan and Ole Wæver, Cambridge University Press, 2003.
- Contemporary security analysis and Copenhagen peace research, edited by Stefano Guzzini and Dietrich Jung, Routledge, 2004.